# Хатасский наслег
Хатасский наслег (якут. Хатас нэһилиэгэ) — сельское поселение (сельский округ) в Якутии Российской Федерации. Входит в состав города республиканского значения (городского округа) Якутска. Центр наслега — село Хатассы.
В состав наслега входит три населённых пункта: село Хатассы, село Владимировка, село Пригородный.

## Населённые пункты
| № | Населённый пункт | Тип  | Население |
| - | ---------------- | ---- | --------- |
| 1 | Владимировка     | село | ↗158      |
| 2 | Пригородное      | село | ↗3208     |
| 3 | Хатассы          | село | ↗5470     |